# NGC 5907
NGC 5907 je spirální galaxie v souhvězdí Draka. Objevil ji William Herschel 5. května 1788.
Od Země je vzdálená přibližně 56 milionů světelných let a pravděpodobně je nejvýraznějším členem skupiny galaxií NGC 5866, kam patří i Messier 102.
Na obloze se dá najít 1,5 severovýchodně od galaxie Messier 102 a obě dvě jsou směrem k Zemi natočeny svou hranou, takže se zdají být velmi dlouhé a úzké. Za příhodných podmínek je viditelná i malými dalekohledy a střední dalekohled ji ukáže bez problémů.
Tmavé prachové pásy v rovině jejího disku tuto galaxii zdánlivě rozdělují na dvě části, přičemž slabší západní část dostala v katalogu New General Catalogue vlastní označení NGC 5906.
Na velice hloubkových fotografiích se dají pozorovat dlouhé slapové proudy hvězd, které z této galaxie vystupují až do vzdálenosti přes 150 000 světelných let. Tyto proudy jsou pozůstatkem trpasličí galaxie, která se před 4 miliardami let s NGC 5907 sloučila.
Dne 16. února 1940 v této galaxii vzplála supernova označovaná SN 1940A, která dosáhla magnitudy 14,3.